# 風来忍法帖
『風来忍法帖』（ふうらいにんぽうちょう）は、山田風太郎の時代小説。忍法帖シリーズの第9長編。『週刊大衆』に1963年（昭和38年）3月16日号から12月26日号まで連載された。主人公側が「忍法の素人が複数」という設定の最初の作品である。
1965年に同名で映画化された。

## 登場人物

### 香具師（やし）たち
- 悪源太助平（あくげんたすけひら） - 香具師たちのリーダー格。槍投げの名人。
- 七郎義経（しちろうよしつね） - 気取り屋の優男。サブリーダー的存在。
- 弁慶（べんけい） - 大入道の巨漢。怪力の持ち主。
- 陣虚兵衛（じんきょへえ） - 顔色の悪いやせこけた男。遠目がききスリの達人である。
- 夜狩りのとろ盛（よがりのとろもり） - ひょうたんみたいな顔、哀れっぽい、脳天から声を出す男。
- 昼寝睾丸斎（ひるねこうがんさい） - 軍学者めいたどじょうひげの男。香具師たちの参謀。
- 馬左衛門（うまざえもん） - 馬面の巨根男。

### 風摩組忍者
- 風摩小太郎（ふうま こたろう） - 北条家の乱波・風摩組の頭領
- 戸来刑四郎（へらい けいしろう） - 風摩組忍者
- 御巫燐馬（みかなぎ りんま） - 同じく風摩組忍者
- 累破蓮斎（かさね はれんさい） - 同上

### 風摩組くノ一
- お雁（おかり） - 風摩組くノ一のリーダー格。
- お燕（おえん） - 風摩組くノ一
- お鶴（おつる） - 同上
- お鳶（おとび） - 同上
- お鷺（おさぎ） - 同上
- お雉（おきじ） - 同上

### 伊賀忍者
- 服部半蔵 - 伊賀組の頭領。初代半蔵。
- 青歯助十郎（あおば すけじゅうろう） - 伊賀忍者。

### その他
- 麻也姫（まやひめ） - 太田資房の妹。太田三楽斎の孫。
- 太田三楽斎（おおた さんらくさい） - 太田道灌の曾孫。65歳。
- 太田源五郎資房（おおた げんごろう すけふさ） - 武州岩槻城主。太田三楽斎の孫。

## 登場する忍法
- 忍法風閂（かぜかんぬき） - 髪の毛を使い、人間の体を切り刻む。
- 忍法砂鋳形（すないがた） - 砂に女性の全身の形を取って、その上に自分の体を合わせるとそっくりに変身する。
- 忍法忍びの水月（しのびのすいげつ） - 掌から出る粘液を壁や柱に塗り、鏡状態に変える[1] 。
- 忍法落花もどし（らっかもどし） - 切断された自分の肉体を元通りにつなぐ。
- 忍法蝙蝠（こうもり） - 天井に足を密着、逆さのまま刀を振るい、落下して襲撃する[2] 。
- 忍法恋さみだれ（こいさみだれ） - 粘着力の強い糸を投げ、相手の体に貼り付くと激痛が走る。
- 忍法風琴水琴（ふうきんすいきん） - 髪の毛を張って侵入者がそれに触れると、微弱な警戒音が発生する。
- 忍法子宮針（こつぼばり） - 子宮に針を仕込んでおき、性交時に男根を刺す。
- 忍法通し矢の眼（とおしやのめ） - 物体が透き通って見える。
- 忍法扇針（おうぎばり） - 両手の指の間に長い針をはさみ、突いたり投げたりする。
- 忍法針鼠（はりねずみ） - 無数の柳葉刀を操り、相手の肉体を穴だらけにする。

## 書誌情報
- 講談社〈山田風太郎忍法全集〉、1964年
- 講談社〈ロマン・ブックス〉、1967年
- 講談社〈山田風太郎全集〉、1972年
- 角川文庫、1976年
- 富士見時代小説文庫、1991年
- 講談社ノベルス・スペシャル〈山田風太郎傑作忍法帖〉、1996年
- 講談社文庫〈山田風太郎忍法帖〉、1999年
- 角川文庫〈山田風太郎ベストコレクション〉、2011年

## 映画
1965年5月16日に東宝系で公開された。カラー、宝塚映画製作、東宝スコープ、85分。
なお1968年には、続編『風来忍法帖 八方破れ』が公開されている。

### スタッフ
- 製作 - 田中友幸、武中孝一
- 原作 - 山田風太郎
- 脚本 - 関沢新一
- 監督 - 川崎徹広
- 撮影 - 飯村正
- 美術 - 加藤雅俊
- 音楽 - 広瀬健次郎
- 録音 - 中川浩一
- 照明 - 岡本健一
- 編集 - 藤井良平
- スチル - 池上恭介

### 出演者
- 悪源太なり平 - 渥美清
- 陣虚兵衛 - 佐藤允
- なんばベンケイ[3]  - 佐々十郎
- 麻也姫 - 中川ゆき
- 太田三楽斎 - 藤田進
- 風摩小太郎 - 平田昭彦
- 戸来刑四郎 - 千葉敏郎
- 御巫燐馬 - 早川恭二
- 累破蓮斎 - 川路誠
- 松田尾張守 - 戸上城太郎
- 成田左馬助 - 加藤春哉
- 南条練平 - 波田久夫
- 石田三成 - 堺駿二
- 豊臣秀吉 - 有島一郎

### 同時上映
『最後の審判』
- 原作 - ウィリアム・ピーター・マッキヴァーン / 脚本 - 松山善三、池田一朗 / 監督 - 堀川弘通 / 主演 - 仲代達矢